# Palazzo Reggiani
Il palazzo Reggiani, già palazzo Corbizzi (o Corbizi), è un edificio situato a Forlì.
L'edificio fu redificato dalla famiglia Corbizzi nel 1652 su precedenti costruzioni medievali, delle quali restano la finestra bifora, messa in luce nel 1925, sormontata da una cornice in cotto e tracce di un portale. All'interno, al piano terreno, troviamo un soffitto a cassettoni, dotato di simboli araldici delle famiglie Becci e Manfredi di Valdinoce, risalente agli inizi del ‘500 e una grande sala decorata a prospettiva nel secolo XIX da Antonio Basoli.
Nel '700 il palazzo subì notevoli trasformazioni. Fu costruito lo scenografico scalone a rampe parallele con un coronamento a ballatoio. Al centro della volta venne dipinta l'allegoria del tempo e delle stagioni attribuita al pittore Francesco Mancini, mentre nelle nicchie alle pareti vi sono due belle statue in stucco (Apollo e Diana).
Il grande salone di ingresso al piano superiore, interamente decorato, fu dipinto nel 1782 dal quadraturista bolognese Flaminio Minozzi; al centro della volta Il giudizio di Paride, di Giuseppe Marchetti. Sotto l'edificio sono stati rinvenuti numerosi reperti che si presume appartenessero al Foro della città romana.